# P2102V
FOMA P2102V（フォーマ・ピー にー いち ぜろ にー ブイ）は、パナソニック モバイルコミュニケーションズによって開発された、NTTドコモの第三世代携帯電話「FOMA」端末である。

## 概要
「新FOMA」の第2弾（FOMAの端末としては第二世代）である。NECとの共同開発に伴い、P2101Vの特徴はサブディスプレイのバックライト色以外は引き継がれず、ソフトウェアはN2051のものがベースとなっている。また、先代のP2101Vと比較して電池の持ちが格段に良くなり、筐体も小さくなった。外部メモリーはドコモの折り畳み式のFOMA端末唯一のSDカード（容量上限は128MB）スロットを搭載している（注：FOMAの中ではPDA型のSH2101VもSDカードに対応している）また、携帯電話初の2軸回転構造を採用し、液晶を回転させヒンジの左側に付けられたカメラで撮影できるムービースタイルが特徴的であった。カメラ性能はメインカメラがCMOS約31万画素、テレビ電話用のサブカメラがCMOS約10万画素。iアプリは504i相当のものに対応している。
日本電気（NEC）との共同開発の結果、Nシリーズとソフトウェアが共通化されたことにより操作体系も共通化され、先に発売されたN2051とメニュー体系がアイコンを除いて共通となった。(待ち受け画面のショートカットキー表示には対応していない)
なお、松下通信工業がソフトウェアを設計していたmova時代からPシリーズを使っているユーザーは、操作体系が大幅に変わることになった（その問題が大きく騒がれたのはP900i発売時である）。
この機種の完成度の高さや、FOMAのパケット代の安いメリットが認められ始めた事より、FOMA初のヒット機になり、FOMA普及台数100万台、200万台に押し上げる原動力になった。2003年10月31日には新色のライトブルー、ピンクが追加された。P2102Vのコンセプトは2004年6月に発売されたP900iVに継承された。
なお、本機種は松下通信工業からパナソニック モバイルコミュニケーションズに商号変更後初の端末となった。

## 内蔵メロディ
1. LET'S GROOVE
2. 見つめていたい
3. KEY TO HER FERRARI
4. 地球に乾杯
5. ルパン三世のテーマ '78
6. 夢
7. ロシアの踊り
8. 新世界より 第2楽章
9. 月の光
10. ワシントン・ポスト

## 内蔵効果音
1. 効果音1 (N2051・N2701・N2102Vの内蔵効果音・黒電話と同一)
2. 効果音2
3. 効果音3
4. 効果音4
5. 効果音5 (You’ve got mail・N2051・N2701・N2102Vのものとは異なる)
6. 効果音6 (Excuse me. You have a Call)
7. 効果音7
8. 効果音8

## 歴史
- 2002年（平成14年）
  - 7月11日 - 技術基準適合証明 (TELEC) 通過
  - 10月10日 - 電気通信端末機器審査協会 (JATE)通過
  - 12月10日 - N2051・F2051と同時にドコモよりプレスリリース
- 2003年（平成15年）
  - 3月15日 - 発売開始
  - 10月31日 - カラー追加(ライトブルー、ピンク)発売開始
- 2010年（平成22年）3月31日 - 電池パックの提供終了

## 不具合
- 2003年5月28日にN2051と併せて、8桁を超える計算をした場合に間違った計算結果が表示される電卓機能のバグが発見され、希望者は機種交換となった。
- 2003年8月20日にはN2051、N2701、N2102Vと併せて、クリアキーを使った場合に間違った計算結果が表示される電卓機能のバグが発見された。